# James W. Horne
James W. Horne, nome completo James Wesley Horne (San Francisco, 14 dicembre 1881 – Los Angeles, 29 giugno 1942), è stato un regista cinematografico, sceneggiatore e attore statunitense, sempre accreditato e menzionato con il secondo nome puntato.

## Biografia

### Il periodo muto

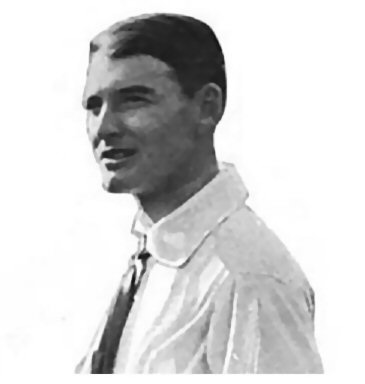
Immagine di James W. Horne

Horne fu un notevole regista di film sia comici che drammatici. Cominciò come attore nel primo decennio del Novecento e iniziò ad ottenere i primi successi al fianco di Buster Keaton negli anni venti. La sua stella cominciò a brillare quando si unì alla compagnia di Hal Roach; infatti Horne sceneggiò e diresse molti film con Charley Chase, qualcuno con le Simpatiche canaglie e infine con la favolosa coppia comica Laurel & Hardy, conosciuta nell'ambito della lingua italiana come Stanlio e Ollio.
Il primo successo fu Affari in grande (1929), da ricordare perché è l'unico film in cui il regista viene naturalizzato col nome "J. Wesley Horne". Con la coppia, Horne lavorò per le stesure di molti altri film e cortometraggi, specialmente in tutta la prima metà degli anni trenta tra i quali I polli tornano a casa (1931), Noi siamo zingarelli (1936) e I fanciulli del West (1937).

### Il periodo sonoro
Dopo essersi separato da Roach (in realtà già nel 1932 lo aveva fatto dirigendo qualche film per la Columbia e la Universal), Horne si dedicò alla direzione di molti serial ovvero serie cinematografiche con l'aiutante Ray Taylor e l'attore Warren Hull in The Spider's Web nel 1938. Altri lavori furono Buck Rogers e Dick Tracy Returns nel 1939. Il suo ultimo più importante lavoro fu The Green Archer, una serie che tratta delle avventure di Robin Hood creata nel 1940.
Horne morì due anni dopo di emorragia cerebrale, il 29 giugno 1942, a 61 anni. È sepolto nel Forest Lawn Memorial Park a Glendale, California.

## Filmografia

### Regista (parziale)
- Fanciulla detective (The Girl Detective) - serial (1915)
- The Affair of the Deserted House – cortometraggio (1915)
- The Apartment House Mystery – cortometraggio (1915)
- The Disappearance of Harry Warrington – cortometraggio (1915)
- The Mystery of the Tea Dansant – cortometraggio (1915)
- Old Isaacson's Diamonds – cortometraggio (1915)
- The Straight and Narrow Path – cortometraggio (1915)
- The Strangler's Cord – cortometraggio (1915)
- Mysteries of the Grand Hotel - serial (1915)
- The Disappearing Necklace – cortometraggio (1915)
- The Secret Code – cortometraggio (1915)
- The Riddle of the Rings – cortometraggio (1915)
- The Substituted Jewel – cortometraggio (1915)
- The Barnstormers (1915)
- A Double Identity – cortometraggio (1915)
- The False Clue – cortometraggio (1915)
- When Thieves Fall Out – cortometraggio (1915)
- Under Oath – cortometraggio (1915)
- The Pitfall (1915)
- Stingaree - serial (1915)
- An Enemy of Mankind (1915)
- A Voice in the Wilderness (1915)
- The Black Hole of Glenrenald (1915)
- To the Vile Dust (1915)
- A Bushranger at Bay (1915)
- The Taking of Stingaree (1915)
- The Honor of the Road (1916)
- The Purification of Mulfers (1916)
- The Duel in the Desert (1916)
- The Villain Worshipper (1916)
- The Moth and the Star (1916)
- The Darkest Hour (1916)
- Border Wolves (1916)
- Black Magic (1916)
- Hands Up, co-regia di Louis J. Gasnier - serial cinematografico (1918)
- Il codardo (The Bronze Bell) (1921)
- The Hottentot, co-regia di Del Andrews (1922)
- A Man of Action (1923)
- Laughing at Danger (1924)
- In Fast Company (1924)
- Whose Baby Are You? (1925)
- Wife Tamers (1926)
- The Cruise of the Jasper B (1926)
- Tuo per sempre - Ti voglio così (College) (1927)
- Black Butterflies (1928)
- Affari in grande - Grandi affari (Big Business) (1929)
- Off to Buffalo (1929)
- Thin Twins (1929)
- Whispering Whoopee (1930)
- Fifty Millions Husbands, co-regia di Edgar Kennedy (1930)
- Fast Work (1930)
- The King, co-regia di Charley Rogers (1930)
- Girl Shock (1930)
- Dollar Dizzy (1930)
- Looser than Loose (1930)
- Thundering Tenors (1931)
- The Tabasco Kid (1931)
- La bugia - (Be Big!) (1931)
- Muraglie (Pardon Us), co-regia di James Parrott solo nella versione italiana del film (oggi perduta) (1931)
- I due legionari - Allegri legionari (Beau Hunks) (1931)
- I polli tornano a casa - Donne e guai (Chickens Come Home) (1931)
- Un salvataggio pericoloso (Come Clean) (1931)
- La sposa rapita (Our Wife) (1931)
- Non c'è niente da ridere (Laughing Gravy) (1931)
- Andiamo a lavorare (One Good Turn) (1931)
- Pugno di ferro (Any Old Port!) (1932)
- Fratelli di sangue (Thicker Than Water) (1935)
- Allegri eroi - Gli allegri Scozzesi (Bonnie Scotland) (1935)
- La ragazza di Boemia - Noi siamo zingarelli (The Bohemian Girl) (1936)
- I fanciulli del West - Allegri vagabondi (Way Out West) (1937)
- Il ragno nero (The Spider's Web), co-regia di Ray Taylor (1938)
- The Shadow (1940)
- The Green Archer (1940)
- The Spider Returns (1941)
- Captain Midnight (1942)

### Sceneggiatore (parziale)
- The Quicksands, regia di George Melford – cortometraggio (1914)
- The Chief of Police, regia di George Melford – cortometraggio (1914)
- The Rajah's Vow, regia di George Melford – cortometraggio (1914)
- The Smugglers of Lone Isle, regia di George Melford – cortometraggio (1914)
- The Derelict, regia di George Melford – cortometraggio (1914)
- Stingaree, regia di James W. Horne - serial (1915)
- An Enemy of Mankind, regia di James W. Horne (1915)
- A Voice in the Wilderness, regia di James W. Horne (1915)
- The Black Hole of Glenrenald, regia di James W. Horne (1915)
- To the Vile Dust, regia di James W. Horne (1915)
- A Bushranger at Bay, regia di James W. Horne (1915)
- The Taking of Stingaree, regia di James W. Horne (1915)
- The Honor of the Road, regia di James W. Horne (1916)
- The Purification of Mulfers, regia di James W. Horne (1916)
- The Duel in the Desert, regia di James W. Horne (1916)
- The Villain Worshipper, regia di James W. Horne (1916)
- The Moth and the Star, regia di James W. Horne (1916)
- The Darkest Hour, regia di James W. Horne (1916)

### Attore (parziale)
- The Cheyenne Massacre, regia di George Melford – cortometraggio (1913)
- The Poet and the Soldier, regia di George Melford – cortometraggio (1913)
- On the Brink of Ruin, regia di George Melford – cortometraggio (1913)
- The Girl and the Gangster – cortometraggio (1913)
- The Invaders, regia di George Melford – cortometraggio (1913)
- The Closed Door, regia di Harry Solter – cortometraggio (1913)
- Perils of the Sea, regia di George Melford e Sidney Olcott – cortometraggio (1913)
- The Imp Abroad
- The Master Rogue, regia di George Melford – cortometraggio (1914)
- Micky Flynn's Escapade, regia di G.W. Melford – cortometraggio (1914)
- The Invisible Power, regia di George Melford (1914)
- The Smugglers of Lone Isle, regia di George Melford – cortometraggio (1914)
- Fanciulla detective (The Girl Detective)
- The Affair of the Deserted House
- The False Clue, regia di James W. Horne – cortometraggio (1915)
- The Pitfall, regia di James W. Horne (1915)
- Stingaree, regia di James W. Horne - serial (1915)
- The Villain Worshipper, regia di James W. Horne (1916)
- Legione straniera

### Produttore
- Stingaree, regia di James W. Horne (1915)
- An Enemy of Mankind, regia di James W. Horne (1915)
- A Voice in the Wilderness, regia di James W. Horne (1915)
- The Black Hole of Glenrenald, regia di James W. Horne (1915)
- To the Vile Dust, regia di James W. Horne (1915)
- A Bushranger at Bay, regia di James W. Horne (1915)
- The Taking of Stingaree, regia di James W. Horne (1915)
- The Honor of the Road, regia di James W. Horne (1916)
- The Purification of Mulfers, regia di James W. Horne (1916)
- The Duel in the Desert, regia di James W. Horne (1916)
- The Villain Worshipper, regia di James W. Horne (1916)
- The Moth and the Star, regia di James W. Horne (1916)
- The Darkest Hour, regia di James W. Horne (1916)